# Questione romana
La questione romana fu la lunga contesa del Risorgimento italiano intorno al controllo territoriale di Roma e al ruolo della città, che si aprì dopo la cosiddetta breccia di Porta Pia (o "presa di Roma") da parte del Regno d'Italia, il 20 settembre 1870 e il trasferimento della capitale da Firenze il 3 febbraio 1871 (vedi Firenze capitale). La Santa Sede, che per secoli aveva esercitato il potere temporale sulla città, si trovava priva di un proprio territorio in cui il Papa potesse esercitare liberamente il proprio ministero. Fu una questione di politica interna e internazionale, in quanto la Santa Sede continuava a essere riconosciuta come soggetto di diritto internazionale, che si concluse con i Patti lateranensi del 1929. Durante il periodo della questione romana, i papi rimasero volontariamente in Vaticano, definendosi "prigionieri" (vedi Prigioniero in Vaticano).

## L'unità d'Italia

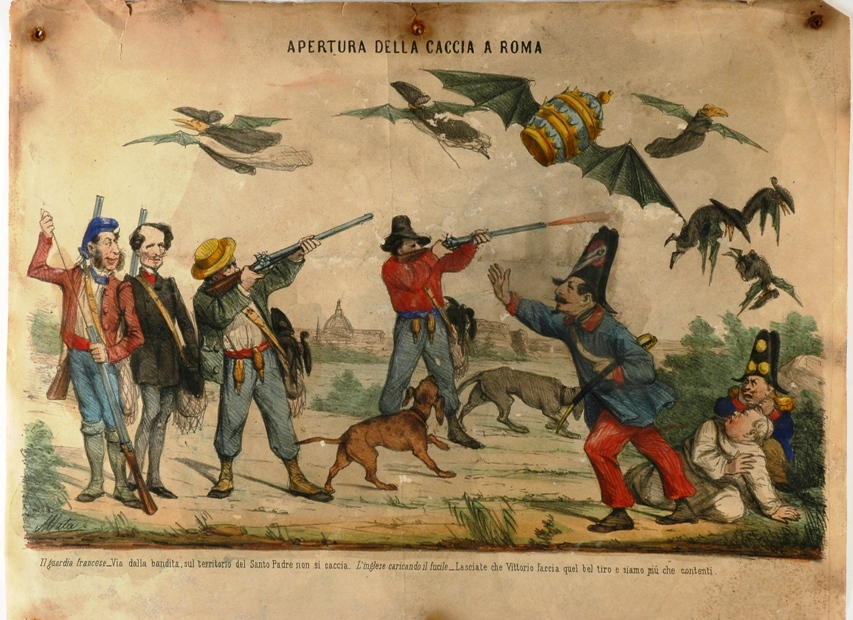
Stampa satirica e anticlericale sulla questione romana: con Roma sullo sfondo, Garibaldi e Vittorio Emanuele sparano a pipistrelli "clericali", Napoleone III, nelle vesti di un gendarme, difende Pio IX e Francesco II (abbigliato come pazzariello napoletano) mentre due inglesi in tenuta da caccia osservano ed esclamano: "Lasciate che Vittorio faccia quel bel tiro e siamo più che contenti"

Il 17 marzo 1861 il primo parlamento unitario proclamò il Regno d'Italia. Il nuovo regno non comprendeva, tra gli altri, Roma e il Lazio, che costituivano lo Stato Pontificio. Pochi giorni dopo, il 25 e il 27 marzo, Camillo Cavour tenne il suo primo, famoso discorso alla Camera dei deputati. Concluse il suo intervento dichiarando che Roma «è la necessaria capitale d'Italia, ché senza che Roma sia riunita all'Italia come sua capitale, l'Italia non potrebbe avere un assetto definitivo». Il parlamento approvò un ordine del giorno proclamando Roma capitale naturale d'Italia e chiedendo che «Roma, capitale acclamata dall'opinione nazionale, sia congiunta all'Italia».
Roma era tuttavia protetta dalla Francia di Napoleone III che era, al contempo, il principale alleato e protettore del giovane Regno d'Italia. Il 15 settembre 1864 la Francia e l'Italia stipularono un accordo (la cosiddetta "Convenzione di settembre"), con la quale l'Italia si impegnava a non attaccare i territori del Santo Padre; in cambio la Francia ritirava le proprie truppe dai medesimi territori. In mancanza del consenso francese, le uniche azioni volte alla conquista della città furono condotte da Garibaldi, e si conclusero con le tragiche giornate dell'Aspromonte (1862) e di Mentana (1867).
La "questione romana", comunque, non si limitava al solo problema dell'annessione territoriale di Roma, ma chiamava in causa il complesso tema delle relazioni tra Chiesa cattolica e Regno d'Italia, già gravemente compromesse dalla permanente opposizione al Risorgimento, manifestata da Pio IX a partire dal 1849.
L'insistenza papale nell'affermare l'autonomia e l'indipendenza dello Stato della Chiesa ebbe come conseguenze:
- in Italia: un forte incremento dell'anticlericalismo; la proibizione per i cattolici di partecipare alla vita politica nazionale (non expedit) con conseguente laicizzazione della politica di governo; spaccatura di fatto del paese ("storico steccato") che portò la Chiesa a valutare negativamente la politica italiana;
- fuori dall'Italia: tutta la vita della Chiesa fu condizionata nella seconda metà dell'Ottocento dalla "questione romana" e dalla necessità di trovare modi e strumenti che garantissero piena libertà al papa.

D'altra parte, il Regno perseguì una politica particolarmente restrittiva che incideva soprattutto sui beni ecclesiastici. In particolare, con l'emanazione delle cosiddette leggi eversive (legge n. 3 036 del 7 luglio 1866 e legge n. 3 848 del 19 agosto 1867), fu negato il riconoscimento e disposta la soppressione di diversi enti ecclesiastici che erano ritenuti non necessari al soddisfacimento dei bisogni religiosi della popolazione, con la conseguente devoluzione al demanio del relativo patrimonio.

## La presa di Roma

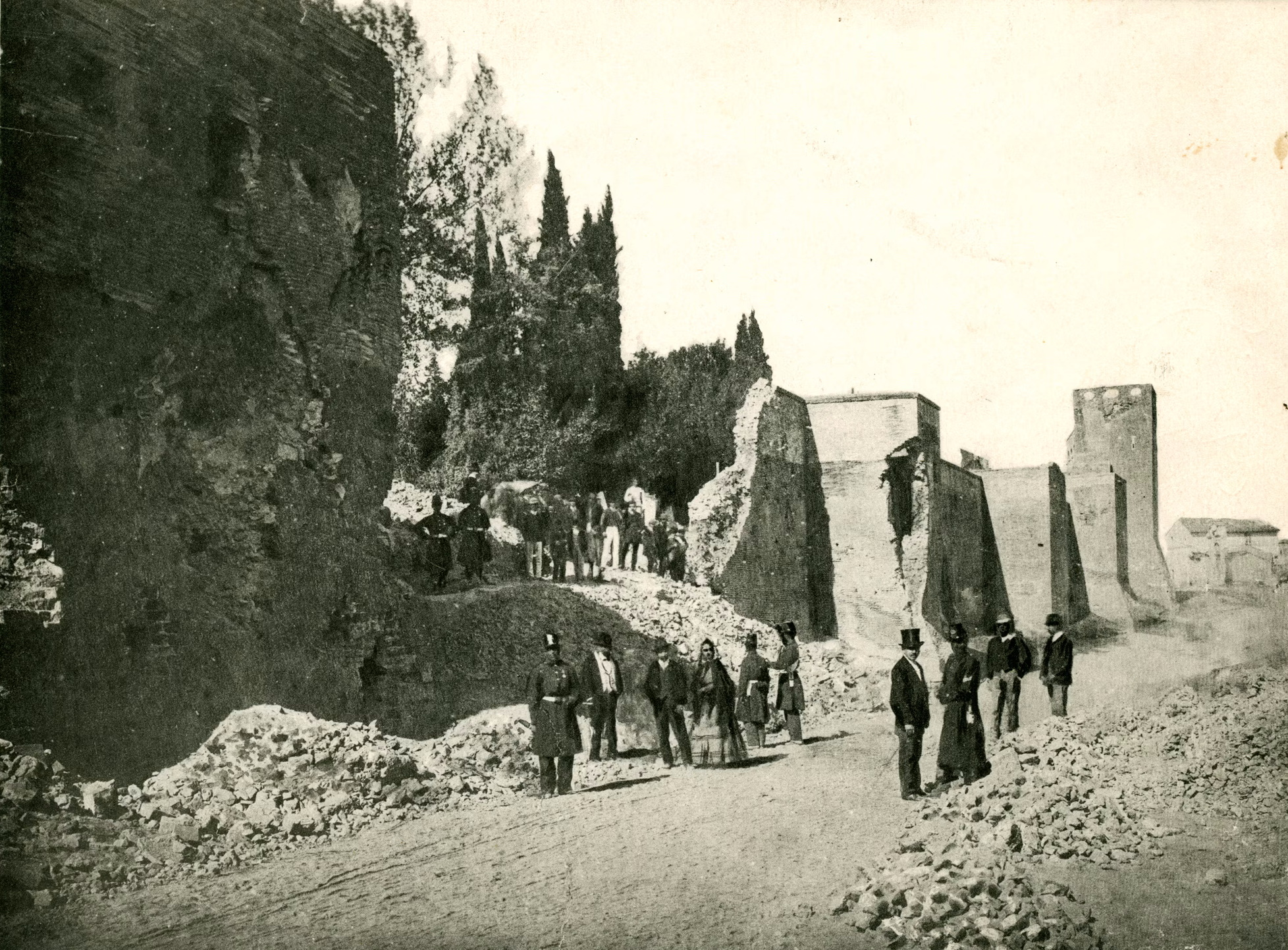
Breccia di Porta Pia

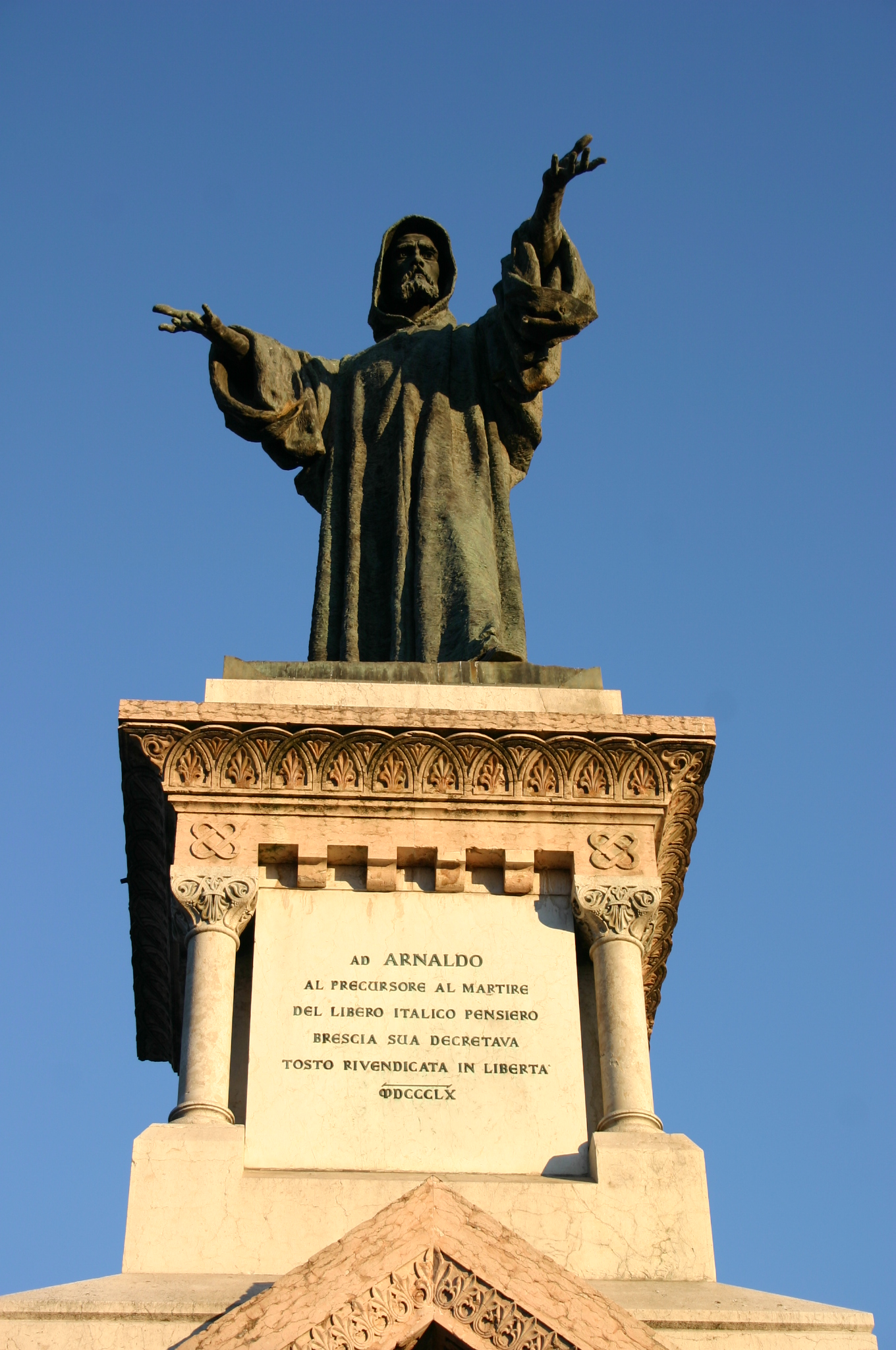
Monumento ad Arnaldo da Brescia. Una lapide alla base recita: Ad Arnaldo, al precursore, al martire del libero italico pensiero Brescia sua decretava tosto rivendicata libertà. MDCCCLX

Nel 1870, alcune settimane dopo la caduta di Napoleone III (battaglia di Sedan del 1º settembre), l'esercito italiano si fece più ardito e il 20 settembre, guidato dal generale Raffaele Cadorna, entrò a Roma dalla breccia di Porta Pia, non più difesa dalle truppe francesi, annettendo lo Stato Pontificio  al Regno d'Italia.
Il 3 febbraio 1871 Roma è proclamata capitale del Regno, il 13 maggio 1871 viene approvata la legge delle Guarentigie, la quale, come dice il suo nome, stabiliva precise garanzie per il papa e la Santa Sede.
Il pontefice (all'epoca Pio IX), secondo la suddetta legge, pur conservando la cittadinanza italiana, poteva godere di una serie di privilegi rispetto agli altri cittadini. Tuttavia lo stesso non volle mai accettare una legge unilaterale (fu compilata, infatti, su iniziativa del solo Regno d'Italia) e, a suo parere, eversiva. Si rifiutò, inoltre, d'incassare la dotazione annua, fissata in 3 225 000 lire, che la legge accordava alla Santa Sede.

Dal 1870, né Pio IX né i suoi successori uscirono dai Palazzi Vaticani e dalle Mura Leonine in segno di protesta, che si protrasse per quasi sessant'anni, fino alla stipula dei Patti Lateranensi nel 1929 che istituirono la Città del Vaticano. Tra la presa di Roma del 1870 e i patti lateranensi del 1929, il Vaticano non fu mai occupato dalle truppe italiane (dopo il 20 settembre dietro richiesta della Santa Sede il generale La Marmora inviò in Vaticano alcune truppe di bersaglieri per sedare dei tentativi di tumulti, truppe che poi rimasero temporaneamente a presidiare la basilica di San Pietro e i Palazzi Apostolici). Anzi, fu il governo italiano a proporre fin da principio, senza avere risposta positiva, l'istituzione di uno stato in miniatura sotto la giurisdizione del papa, corrispondente proprio alla "città leonina".
Nonostante la legge delle Guarentigie e l'offerta di uno stato in miniatura, i segnali del governo non erano sempre di distensione e di pacificazione. Nel giugno del 1873 il governo estese a Roma le leggi sulla separazione tra Stato e Chiesa (leggi Siccardi e successive), osteggiate dai cattolici intransigenti, e due anni dopo impose pure al clero l'obbligo del servizio militare.
Nel 1874, Pio IX ingiunse ai cattolici italiani di non recarsi alle urne e con il famoso non expedit (in italiano: non conviene, non è opportuno) prescrisse di evitare la partecipazione attiva alla vita politica del paese. Lo scontro tra i cattolici intransigenti e i sostenitori della laicità dello stato divenne acceso, e ricco di gesti simbolici, come l'erezione del monumento ad Arnaldo da Brescia nella sua città natale e un busto al Pincio, e il monumento a Giordano Bruno a  Campo de' Fiori, sul luogo dove morì bruciato dal rogo.

## La graduale risoluzione dei contrasti

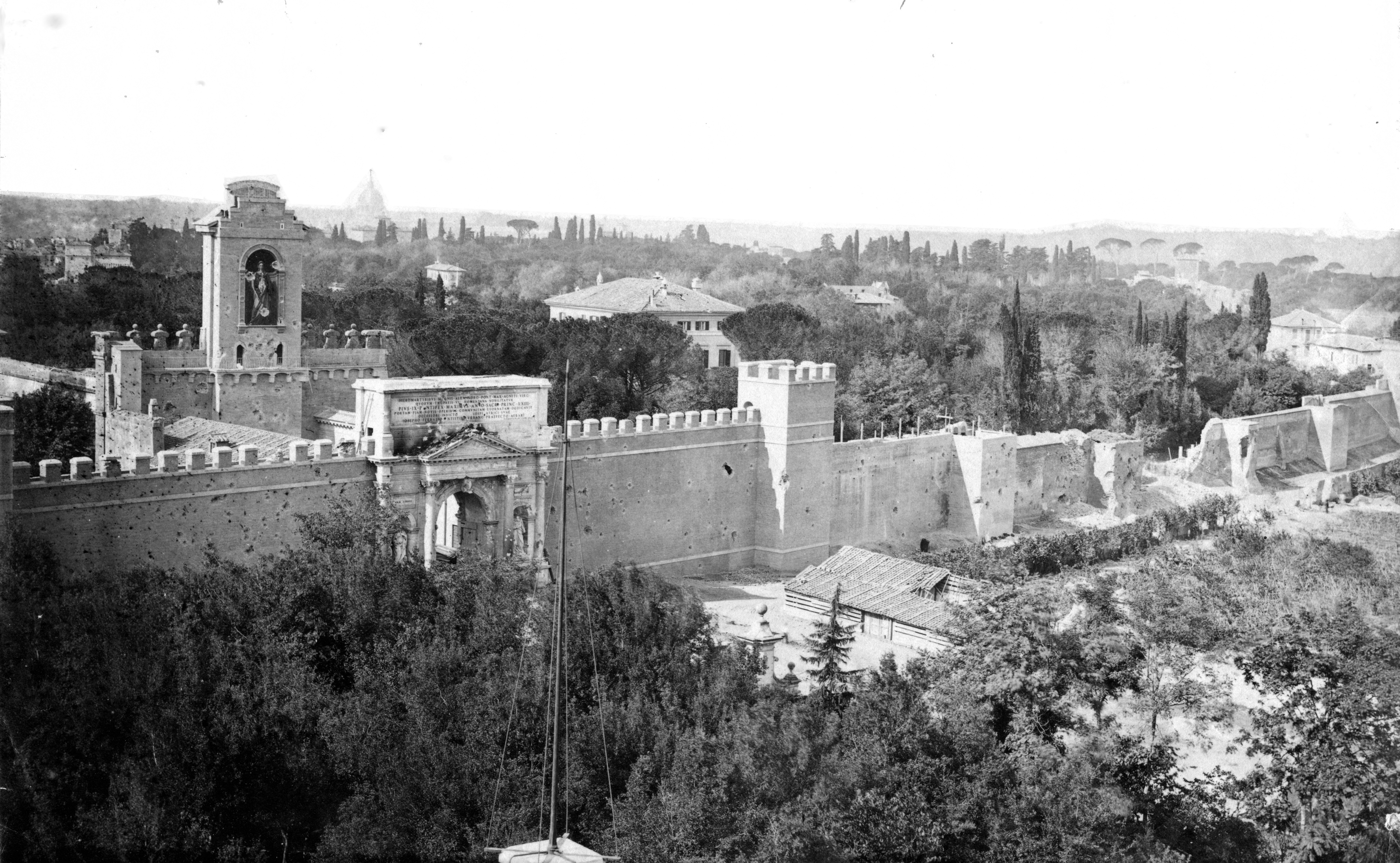
Breccia di Porta Pia

Il contrasto non era insormontabile per una serie di fattori. Da un lato, il regno d'Italia era un paese cattolico (e l'articolo 1 dello statuto albertino stabiliva giuridicamente come religione di stato "quella cattolica, apostolica e romana") e, dall'altro, il non expedit lasciava margini ad interpretazioni, non essendo in termini canonici un divieto assoluto (non liceat; "non si deve"). Pertanto, durante i pontificati di Leone XIII, Pio X, Benedetto XV e Pio XI vi fu una lenta distensione di rapporti e un progressivo riavvicinamento tra Regno e Chiesa. L'affermazione dei socialisti favorì, inoltre, l'alleanza tra cattolici e liberali moderati (Giolitti) in molte elezioni amministrative, alleanza detta clerico-moderatismo. Segno di questi mutamenti è la lettera enciclica del 1904 Il fermo proposito, che, se da un lato conservava il non expedit, ne permetteva tuttavia larghe eccezioni, che poi si moltiplicarono. I cattolici furono, pertanto, in parlamento, sia pure a titolo personale.
Immediatamente dopo la fine della prima guerra mondiale vi furono i primi contatti fra Santa Sede e Regno d'Italia per porre fine all'annosa controversia con una presa di contatto fra monsignor Bonaventura Ceretti e il presidente del Consiglio Vittorio Emanuele Orlando. Alla morte di Benedetto XV per la prima volta in tutta Italia le bandiere sono poste a mezz'asta.
Una decisa apertura nei confronti della Chiesa avvenne all'indomani della marcia su Roma con l'introduzione della religione cattolica nelle scuole, con funzione di ancella della filosofia (1923) e l'autorizzazione ad appendere il crocifisso nelle aule. Già nel gennaio 1923 si aprirono delle trattative segrete con un incontro tra Benito Mussolini e il cardinal Segretario di Stato Pietro Gasparri.
A partire dall'agosto 1926 una serie di incontri riservati, inizialmente ufficiosi, tra il consigliere di Stato Domenico Barone, negoziatore per il Regno d'Italia, e l'avvocato Francesco Pacelli (fratello maggiore di Eugenio, futuro Pio XII) delegato per la Chiesa cattolica, portarono agli accordi che sarebbero stati formalizzati con i Patti Lateranensi. Alla morte prematura di Barone (4 gennaio 1929), lo stesso Mussolini assunse in prima persona le trattative finali incontrando più volte Pacelli.

La "questione romana" si poté dire definitivamente conclusa, quindi, nel 1929 con la stipula del concordato, sottoscritto l'11 febbraio di quell'anno da Vittorio Emanuele III, rappresentato da Benito Mussolini, e da papa Pio XI, rappresentato dal cardinale Gasparri, ed entrati in vigore con lo scambio degli strumenti di ratifica il 7 giugno dello stesso anno.
I Patti Lateranensi sono richiamati anche nell'articolo 7
della Costituzione della Repubblica, approvato in sede costituente grazie al voto favorevole espresso dai rappresentanti del PCI.